# Fordland
Fordland è un comune degli Stati Uniti d'America, situato nello Stato del Missouri, nella contea di Webster.